# Alan C. Gilmore
| 2434 Bateson.         | 27 maggio 1981   |
| 3087 Beatrice Tinsley | 30 agosto 1981   |
| 3152 Jones            | 7 giugno 1983    |
| 3305 Ceadams          | 21 maggio 1985   |
| 3400 Aotearoa         | 2 aprile 1981    |
| 3521 Comrie           | 26 giugno 1982   |
| 3563 Canterbury       | 23 marzo 1985    |
| 3810 Aoraki           | 20 febbraio 1985 |
| 4154 Rumsey           | 10 luglio 1985   |
| 4243 Nankivell        | 4 aprile 1981    |
| 4248 Ranald           | 23 aprile 1984   |
| 4409 Kissling         | 30 giugno 1989   |
| 4819 Gifford          | 24 maggio 1985   |
| 4837 Bickerton        | 30 giugno 1989   |
| 5207 Hearnshaw        | 15 aprile 1988   |
| 5251 Bradwood         | 18 maggio 1985   |
| 5311 Rutherford       | 3 aprile 1981    |
| 5718 Roykerr          | 4 agosto 1983    |
| 5763 Williamtobin     | 23 giugno 1982   |
| 6142 Tantawi          | 23 marzo 1993    |
| 9018 Galache          | 5 maggio 1987    |

Alan C. Gilmore (Greymouth, 1944) è un astronomo neozelandese.
Gilmore lavora al Mount John Observatory e al Dipartimento di Fisica e Astronomia dell'Università di Canterbury, in Nuova Zelanda.
È membro della Commissione 6 dell'Unione Astronomica Internazionale, quella che soprintende alla diffusione delle informazioni e all'assegnazione dei crediti per le scoperte astronomiche.
Ha scoperto quarantatre asteroidi, quasi tutti in collaborazione con la moglie Pamela M. Kilmartin. 
Il 22 maggio 1999 ha coscoperto la nova V382 Vel.
Il 30 agosto 2007 ha scoperto la cometa periodica P/2007 Q2 Gilmore.
Gli è stato dedicato assieme alla moglie, Pamela Margaret (Kilmartin) Gilmore, l'asteroide 2537 Gilmore, in seguito alla moglie è stato dedicato specificatamente l'asteroide 3907 Kilmartin.